# Barca solar

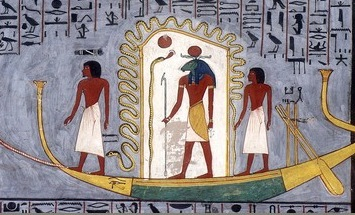
Ra con cabeza en forma de carnero (comúnmente conocido como Afu-Ra) en su barca solar Mesektet viajando por la Duat acompañado por Sia en la proa y Heka en la popa, siendo protegido por la deidad serpiente Mehen.

La barca solar es un elemento simbólico de la mitología egipcia vinculado al ciclo diario del Sol y al demiurgo que es asociado con Ra.

## Características
Para los egipcios de la antigüedad, el ciclo perpetuo de la llegada y la puesta del Sol es comparable al ciclo de la vida y de la muerte. Así, cada mañana el Sol nace en oriente, crece hasta el cenit, envejece hacia occidente, y luego desaparece en el reino de los muertos, la Duat. El dios solar Ra, efectúa este viaje diurno a bordo de una barca llamada Mandjet o la Barca de millones de años. La elección de una barca como medio de transporte se comprende fácilmente en una civilización eminentemente fluvial donde el Nilo representa la vía principal de comunicación y es fuente primordial de alimentos gracias a las fertilizantes crecidas, la irrigación y la pesca.
El periplo perpetuo de Ra no conoce pausa; al atardecer, al contrario, sólo empieza de nuevo. Es en otra barca, llamada Mesenktet (o Mesektet), en la que comienza su periplo subterráneo, el que atraviesa durante las doce horas de la noche antes de poder renacer por la mañana. En el reino de los muertos, debe enfrentarse con las fuerzas del caos, en las que el representante más poderoso es la serpiente Apofis. En la barca es acompañado por otras divinidades que, como Seth, le ayudan a luchar contra el caos.
En uno de los mitos sobre la diosa Nut, se dice que al recorrer el sol por sus piernas y espalda hasta el mediodía, lo hace con la barca Atet, mientras que  utiliza la barca Sektet hasta llegar al ocaso.
Cada doceava parte de su viaje formaba una de las doce horas egipcias del día, cada una supervisada por una deidad protectora. Ra, por la noche, navega a través del inframundo, y cada hora de la noche se consideraba una puerta supervisada por doce deidades protectoras más. Pasando a través de todo esto mientras se defendía de varios monstruos destructivos, Ra reaparecía cada día en el horizonte oriental. 
Esta singladura de Ra se concibió a veces como su crecimiento diario, declive, muerte y resurrección, y aparece en la simbología de los textos mortuorios egipcios
Los egipcios de la antigüedad imaginaron que asociándose con el dios solar en el momento de su viaje perpetuo a bordo de las barcas sagradas, sus almas vivirían eternamente. Así es como el culto funerario quedó fuertemente marcado por este mito solar. Por eso, normalmente, las tumbas se construyeron sobre la ribera occidental del Nilo, donde "muere" el Sol, y en el ritual funerario se incluía atravesar el río con el difunto sobre barcas semejantes a las del dios solar.